# Ук (кирилиця)
Ук (Ѹ, ѹ) — літера кирилиці. Зараз зберігається тільки в абетці церковнослов'янської мови. Має диграфічний і лігатурний варіанти, вживання яких регулюється правилами правопису.

## Історія

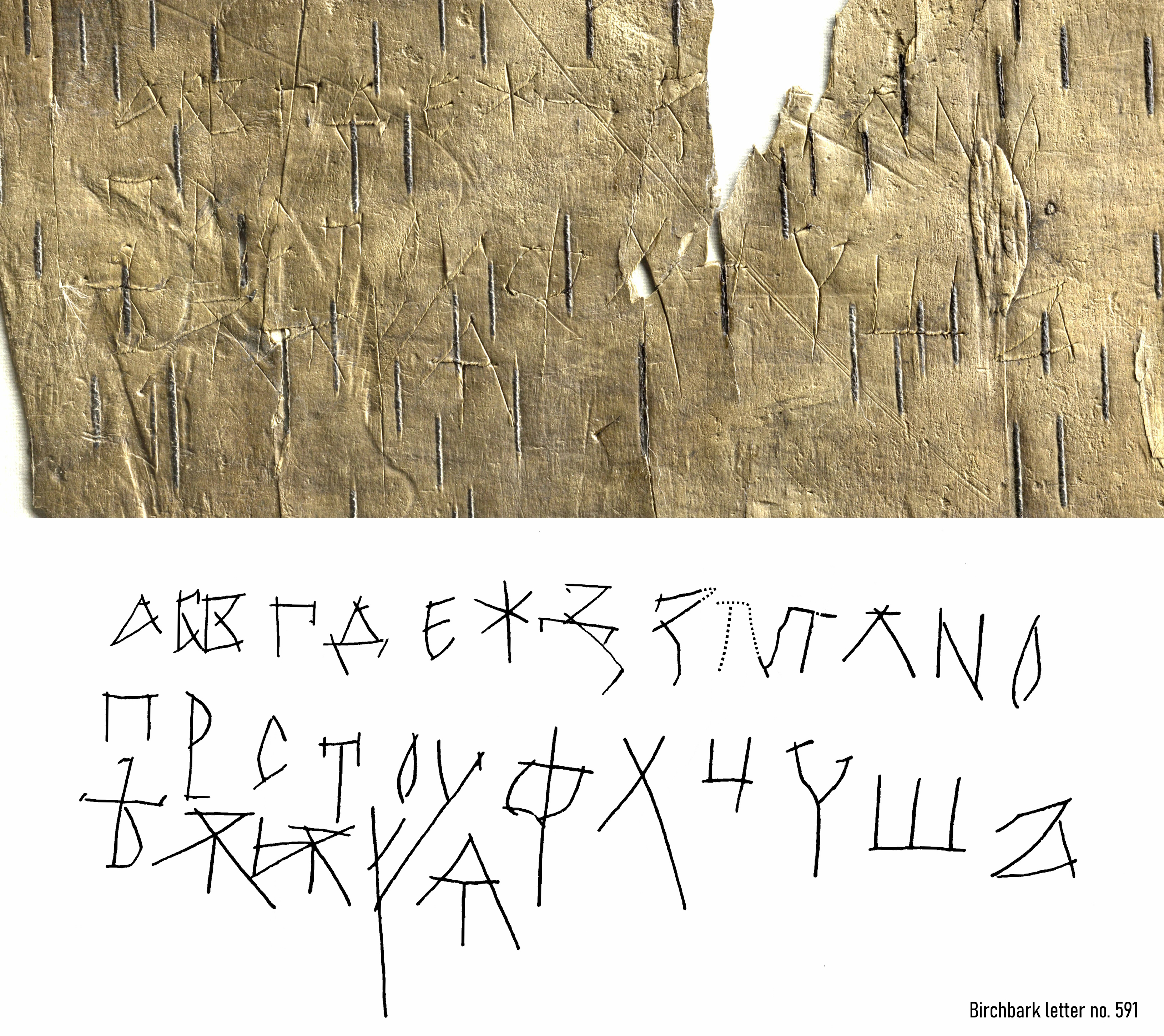
Берестяна грамота № 591 з кириличною абеткою, 11 ст. Літера «ук» знаходиться між «т» і «ф».

У кирилиці «ук» має вигляд диграфа з літер  («он») та «ік», який був графічним варіантом Ѵ («іжиці») і відрізнявся від неї подовженою нижньою частиною. Обидва елементи могли записуватись в рядок (ѹ), або одна над одною (ꙋ). Це диграфічне позначення походить з грецького письма, де [u] передається сполученням ου («омікрон» + «іпсилон»). Вибір диграфа для позначення монофтонга пов'язаний з тим, що в грецькій мові перехід праіндоєвропейського дифтонга *ou̯ в [u] (див. «Походження звука у») стався вже у писемний період, що й відбилося в графіці.
Нарівні з диграфом ѹ для передавання звука [u] використовували і його лігатурний варіант, який може мати кілька форм, частіше вживалося накреслення . Разом з диграфами спектр можливих зображень літери є вельми різноманітним: . Подібні форми зберігаються досі у церковнослов'янській писемності, причому перша форма використовується як заголовна, диграфи — на початку слів, лігатури — у середині та наприкінці.
У старослов'янській кириличній цифірі мала числове значення «400», причому для позначення числа могла використовуватися і диграфічна, і лігатурна форма. У сучасному церковнослов'янському варіанті буквеної цифірі для цієї мети вживають другу частину диграфа, тобто знак «ік» (іжицю з довгим «хвостиком») — .
У гражданському шрифті початку XVIII ст. церковнослов'янський диграфічний і лігатурний «ук» був замінений на сучасний символ «У», що являє собою модернізований «ік».
У глаголиці «ук» мав накреслення , її числове значення також було «400». Очевидна аналогія у глаголичному та кириличному передаванні [u]: глаголичній «укъ» має схожість з  («онъ») і  («іжиця»).

## Таблиця кодів
| Кодування | Літера | Назва                | Десятковий код | 16-ковий код | URL код   | 10-ковий HTML код | 16-ковий HTML код | Примітка         |
| --------- | ------ | -------------------- | -------------- | ------------ | --------- | ----------------- | ----------------- | ---------------- |
| Юнікод    | Ѹ      | Великий диграф он-ік | 0478           | 0x478        | %D1%B8    | &#1144;           | &#x478;           | Не рекомендовано |
| Юнікод    | ѹ      | Малий диграф он-ік   | 0479           | 0x479        | %D1%B9    | &#1145;           | &#x479;           | Не рекомендовано |
| Юнікод    | Ꙋ      | Велика лігатура ук   | A64A           | 0xA64A       | %EA%99%8A | &#42570;          | &#xA64A;          | -                |
| Юнікод    | ꙋ      | Мала лігатура ук     | A64B           | 0xA64B       | %EA%99%8B | &#42571;          | &#xA64B;          | -                |

Капіталізоване накреслення диграфа у Юнікоді не представлено. Замість знаків Юнікоду Ѹ та ѹ слід надавати перевагу парам Оу та оу, також можливе використання U+1C82 з U+1C88 (ᲂᲈ).